# Liang Reng-Guey
Liang Reng-Guey (* 31. Mai 1950) ist ein ehemaliger taiwanischer Skilangläufer.
Liang Reng-Guey nahm an zwei Olympischen Winterspielen teil. Bei den Olympischen Winterspielen 1972 in Sapporo nahm er am Wettbewerb über 15 Kilometer teil und erreichte den 62. Platz. Vier Jahre später in Innsbruck startete er über dieselbe Strecke und belegte den 76. Platz. Liang war einer von nur fünf taiwanischen Olympiateilnehmern in dieser Sportart.